# Aglaeactis cupripennis
Az Aglaeactis cupripennis  a madarak osztályának sarlósfecske-alakúak (Apodiformes)  rendjébe és a kolibrifélék (Trochilidae) családjába tartozó faj.

## Rendszerezése
A fajt Jules Bourcier francia ornitológus írta le 1843-ban, a Trochilus nembe, Trochilus cupripennis néven.

## Alfajai
- Aglaeactis cupripennis caumatonota Gould, 1848
- Aglaeactis cupripennis cupripennis (Bourcier, 1843)[2]

## Előfordulása
Dél-Amerika északnyugati részén, az Andok hegységben, Kolumbia, Ecuador és Peru területén honos. Természetes élőhelyei a szubtrópusi és trópusi hegyi esőerdők és cserjések.

## Megjelenése
Testhossza 13 centiméter, testtömege 6-8 gramm.
|  |

## Életmódja
Nektárral és virágporral táplálkozik.

## Természetvédelmi helyzete
Az elterjedési területe rendkívül nagy, egyedszáma pedig stabil. A Természetvédelmi Világszövetség Vörös listáján nem fenyegetett fajként szerepel.